# 科瓦茨·维克多
科瓦茨·维克多（匈牙利語：Kováts Viktor，約1979年 or 1978年—2013年10月8日），匈牙利翼装飞行运动员。2013年10月8日，在张家界举办的第二届翼装飞行世界锦标赛上，维克多·科瓦茨在一次试飞的过程中坠崖，导致头骨碎裂，最終遇难，其遗体于10月9日被发现。维克多拥有6年的高空跳伞经验，曾获得过2012翼装极限跳伞赛的冠军。

## 遇难原因
根据赛事主办方的分析，维克多坠崖事故发生的原因可能与“试飞过程技术失误”有关。他的领队杰布·克里斯表示，维克多在试飞的过程中使用了比赛规定之外的动作，而根据比赛规则，参赛者在飞行过程中，是绝不可使用规定之外的动作的，维克多的这种做法属于严重违规。